# François Moubandje
Jacques François Moubandje (født 21. juni 1990 i Douala, Cameroun), er en schweizisk fodboldspiller (venstre back). Han spiller for Toulouse FC i Frankrigs Ligue 1.

## Klubkarriere
Moubandje, der kom til Schweiz fra sit fødeland Cameroun som otte-årig, spillede de første år af sin karriere i Schweiz, hvor han blandt andet tilbragte fire år i Geneve-storklubben Servette FC. I sommeren 2013 blev han solgt til Toulouse FC i Frankrig.

## Landshold
Moubandje debuterede for det schweiziske landshold 15. november 2014 i en EM-kvalifikationskamp mod Litauen. Han var en del af den schweiziske trup til både EM 2016 i Frankrig og VM 2018 i Rusland.